# Conceição do Lago Açu
Conceição do Lago-Açu é um município brasileiro do estado do Maranhão, na região da Baixada Maranhense. 
Sua população, conforme estimativas do IBGE de 2021, era de 16 559 habitantes.
O lago Açu, localizado no município, é formado pela inundação provocada pelo rio Grajaú, integrante da bacia do Mearim. A cheia ocorre entre os meses de janeiro a junho, inundando uma grande área ao seu redor. É um importante centro pesqueiro do estado, fazendo de Conceição do Lago-Açu o maior produtor de camarão de água doce do Maranhão. 
Conceição do Lago Açu é uma cidade totalmente vocacionada ao turismo natural e ecologico, as bacias hidrográficas do Açu se expande por quilômetros ao redor da cidade deixando áreas inundadas e pantanosas sendo favoráveis  para o desenvolvimento de varias especieis de animais habitáveis na região.  

## Geografia
O município de Conceição do Lago-Açu possui uma extensão territorial de 727,132 quilômetros quadrados, ocupando a 134 posição entre os 217 municípios maranhenses em termos de área.

### Demografia
Segundo dados do Censo Demográfico de 2022, Conceição do Lago-Açu contava com 14.915 habitantes, resultando em uma densidade populacional de aproximadamente 20,55 habitante por quilômetro quadrado. No contexto estadual, o município ocupava a 123 posição em número de habitantes e a 98 em densidade demográfica comparando-se com outros municípios do estado do Maranhão. A estimativa populacional para o ano de 2024 era de 15.264 habitantes.

### Educação
Em 2010, a taxa de escolarização de crianças entre 6 e 14 anos em Conceição do Lago-Açu era de 97,3 %, colocando o município na 70 colocação entre os 217 do estado. Quanto ao Índice de Desenvolvimento da Educação Básica (IDEB) referente ao ano de 2023, os anos iniciais do ensino fundamental na rede pública apresentaram índice de 5,3 enquanto os anos finais atingiram 4,1.
| Taxa de escolarização de 6 a 14 anos de idade [2010]             | 97,3 %           |
| IDEB – Anos iniciais do ensino fundamental (Rede pública) [2023] | 5,3              |
| IDEB – Anos finais do ensino fundamental (Rede pública) [2023]   | 4,1              |
| Matrículas no ensino fundamental [2023]                          | 2.941 matrículas |
| Matrículas no ensino médio [2023]                                | 492 matrículas   |
| Docentes no ensino fundamental [2023]                            | 256 docentes     |
| Docentes no ensino médio [2023]                                  | 26 docentes      |
| Número de estabelecimentos de ensino fundamental [2023]          | 35 escolas       |
| Número de estabelecimentos de ensino médio [2023]                | 1 escolas        |

Fonte: IBGE

## Economia
Em 2021, o Produto Interno Bruto (PIB) per capita de Conceição do Lago-Açu foi de R$ 8.891,36, valor que colocava o município na 120 posição entre os 217 do estado do Maranhão. Já em 2023, as receitas oriundas de fontes externas representavam 96,07 % do total arrecadado pelo município, o que o posicionava em 40 lugar no ranking estadual.
| PIB per capita [2021]                                                                           | 8.891,36 R$      |
| Índice de Desenvolvimento Humano Municipal (IDHM) [2010]                                        | 0,512            |
| Total de receitas brutas realizadas [2023]                                                      | 76.256.818,80 R$ |
| Transferências correntes (Percentual em relação às receitas correntes brutas realizadas) [2023] | 96,07 %          |
| Total de despesas brutas empenhadas [2023]                                                      | 79.587.555,85 R$ |

Fonte: IBGE
| Salário médio mensal dos trabalhadores formais [2022]                                             | 2,8 salários mínimos |
| Pessoal ocupado [2022]                                                                            | 846 pessoas          |
| População ocupada [2022]                                                                          | 5,67 %               |
| Percentual da população com rendimento nominal mensal per capita de até 1/2 salário mínimo [2010] | 54,6 %               |

Fonte: IBGE